# 佐藤操
佐藤 操（さとう みさお、英語: Misao Sato、1970年10月18日 - ）は、日本の女性元フィギュアスケート選手（アイスダンス）。パートナーは、酒井剛。現在は、横浜銀行アイスアリーナを所属として、フィギュアスケートコーチ、振付師として活動している。

## 経歴
東京都出身。法政大学卒業。
アイスダンスの選手として、第61回（1992年）・第62回（1993年）の全日本フィギュアスケート選手権で二年連続3位に入った。

## 主な振付担当選手

### 女子
- 廣谷帆香（2016/17、2018/19シーズンSP・FS）
- 中塩美悠（2016/17、2017/18シーズンFS[3]）
- 永井優香（2018/19シーズンSP[4]）
- 佐々木風珠（2019/20シーズンFS[5]）
- 横井ゆは菜（2019/20シーズンSP）
- 石川翔子

### 男子
- 佐々木彰生（2011/12シーズンSP・FS、2012/13シーズンSP・FS、2013/14シーズンSP・FS）
- 佐藤洸彬（2014/15シーズンSP・FS・EX、2015-16シーズンSP・FS・EX、2016/17シーズンSP・FS[6]、2017/18シーズンSP・FS、2018/19シーズンFS[7]）
- 山隈太一朗（2014/15、2015/16、2017/18、2018/19、2019/20シーズンSP）
- 友野一希（2015/16シーズンSP・FS、2016/17シーズンSP・FS、2017/18シーズンSP・FS・EX、2018/19シーズンFS・EX、2019/20シーズンEX、2020/21シーズンEX、2022/23シーズンEX）
- 田中刑事（2016/17、2018/19シーズンEX[8]）
- 島田高志郎（2016/17シーズンSP・EX）
- 三宅星南（2016/17、2017/18、2018/19シーズンSP）
- 鍵山優真（2018/19シーズンSP・FS、2019/20シーズンSP・FS）
- 佐藤駿（2018/19シーズンFS、2019/20シーズンSP）
- 三浦佳生（2019/20シーズンFS）
- 垣内珀琉（2022/23シーズンFS）
- 西野太翔（2022/2023、2023/2024、2024/2025シーズン SP・FS）

## 主な戦績
| 大会/年      | 1992-93 | 1993-94 |
| ------------ | ------- | ------- |
| 全日本選手権 | 3       | 3       |